# فرناندو أندرادي سوتومايور
فرناندو أندرادي سوتومايور (بالإسبانية: Fernando de Andrade e Sotomayor)‏ هو سياسي إسباني، ولد في 1579 في فياغارثيا دي أروسا في إسبانيا، وتوفي في 27 يناير 1655 في سانتياغو دي كومبوستيلا في إسبانيا.

## مناصب
- انتخب Roman Catholic Archbishop of Compostela  [لغات أخرى]‏.
- انتخب Roman Catholic Bishop of Palencia ‏.
- انتخب Roman Catholic Archbishop of Burgos  [لغات أخرى]‏.
- انتخب Roman Catholic Bishop of Siguenza  [لغات أخرى]‏.